# Oebele Schokker
Oebele Schokker (Katlijk, 11 november 1984) is een Nederlands voormalig betaald voetballer die doorgaans als aanvallende middenvelder speelt.

## Carrière
Oebele Schokker begon met voetbal bij UDIROS in Nieuwehorne en speelde ook voor de amateurs van SC Joure. Daarna voetbalde hij voor Harkemase Boys in de top van het amateurvoetbal, voordat hij in 2012 de overstap maakte naar het betaald voetbal. Op 12 augustus 2012 maakte hij zijn debuut voor SC Cambuur in de uitwedstrijd tegen FC Volendam. Zijn eerste doelpunten maakte hij in de wedstrijd tegen Almere City FC op 14 september 2012. In het seizoen 2014/2015 raakte hij op een dood spoor in Leeuwarden, in de winterstop keerde hij terug naar Harkemase Boys. Sinds begin seizoen 17/18 speelde Schokker zijn wedstrijden in het 1e elftal van VV Jubbega, waar hij ook als assistent trainer werkzaam was. In 2019 keerde hij terug bij UDIROS.
Schokker kwam ook uit voor het Nederlands amateurvoetbalelftal.

## Erelijst

### MetSC Cambuur
| Nationaal               |    |         |
| Kampioen Eerste divisie | 1x | 2012/13 |